# BCV
BCV (Bergumer Christelijke Voetbalvereniging) was een amateurvoetbalvereniging uit Bergum, Friesland, Nederland.

## Algemeen
De vereniging werd opgericht op 27 mei 1949. Per 1 juli 2019 fuseerde de vereniging met VV Bergum tot FC Burgum. Al voor de fusie was de jeugd van BCV gecombineerd met die van VV Bergum en speelde onder de naam SJO BBC (Samenwerkende Jeugd Opleiding Bergum BCV Combinatie). De thuiswedstrijden werden op “Sportpark Het Koningsland” gespeeld. Het tenue bestond uit een wit shirt met een rode baan, een witte broek en rode kousen.

## Geschiedenis
Al in 1931 was er in Bergum een christelijke voetbalvereniging die HMS heette, dat stond voor Houdt Moedig Stand. Deze vereniging werd drie jaar later alweer opgeheven. Op 27 mei 1949 werd Wardy opgericht, maar droeg deze naam slechts een half jaar, omdat er al een andere vereniging was die deze naam droeg. Sindsdien heet de vereniging BCV.
De vereniging heeft op verschillende locaties gespeeld. Er werd begonnen op de Bulthuissingel met één veld. De laatste accommodatie was het “Sportpark Het Koningsland”, waar ook fusiepartner VV Bergum was gehuisvestigd. Hier werd beschikt over zeven wedstrijdvelden en enkele trainingsvelden.

## Standaardelftal
Het standaardelftal speelde laatstelijk in het seizoen 2018/19, waar het uitkwam in de Tweede klasse zaterdag van het KNVB-district Noord.

### Competitieresultaten 1965–2019
| 9 4A |

| 11 4A |

| 5 1B |

| 8 1A |

| 6 1B |

| 7 1B |

| 8 1B |

| 5 1B |

| 9 1B |

| 2 1B |

| 2 1B |

| 3 1B |

| 1 1B |

| 2 4B |

| 5 4A |

| 1 4B |

| 3 3A |

| 1 3A |

| 9 2E |

| 9 2E |

| 4 2E |

| 8 2E |

| 8 2E |

| 9 2E |

| 10 2E |

| 9 2E |

| 3 3A |

| 5 3A |

| 9 3A |

| 2 3A |

| 3 2E |

| 10 2E |

| 3 2K |

| 3 2K |

| 5 1E |

| 11 1E |

| 4 2K |

| 2 2L |

| 1 2K |

| 7 1E |

| 9 1E |

| 10 1E |

| 2 2K |

| 1 2I |

| 12 1E |

| 8 2I |

| 5 2I |

| 7 2I |

| 1 2I |

| 5 1E |

| 7 1E |

| 8 1E |

| 14 1E |

| 3 2I |

| 2 2I |

| Eerste klasse | Tweede klasse | Derde klasse | Vierde klasse | Eerste klasse FVB |